# NSS 7
NSS 7 – satelita telekomunikacyjny, należący do operatora SES ASTRA. Został wystrzelony na orbitę 16 kwietnia 2002.
NSS 7 znajduje się na orbicie geostacjonarnej (nad równikiem), na 22. stopniu długości geograficznej zachodniej. Zakładany czas jego pracy wynosi 15 lat.
Nadaje sygnał stacji telewizyjnych i radiowych (pasmo C i Ku) oraz dane (dostęp do Internetu) w kilku wiązkach do odbiorców w Europie, Afryce, Azji Zachodniej, a także częściowo w Ameryce Południowej oraz we wschodniej części Ameryki Północnej. Satelita NSS 7 zapewnia odbiór około 32 niekodowanych stacji telewizyjnych i 19 radiowych. Poprzez transpondery zainstalowane na pokładzie satelity są transmitowane również przekazy do celów profesjonalnych np. agencji prasowych.

## Warunki odbioru wPolsce
Do odbioru programów z satelity NSS 7 – w zależności od regionu – wymagana jest czasza anteny o średnicy w granicach od 90 do 150 cm.